# Alphonse Terpereau
Alphonse Terpereau est un photographe français né le 14 juin 1839 à Nantes (Loire-Atlantique) et mort le 10 septembre 1897 à Bordeaux (Gironde).

## Biographie

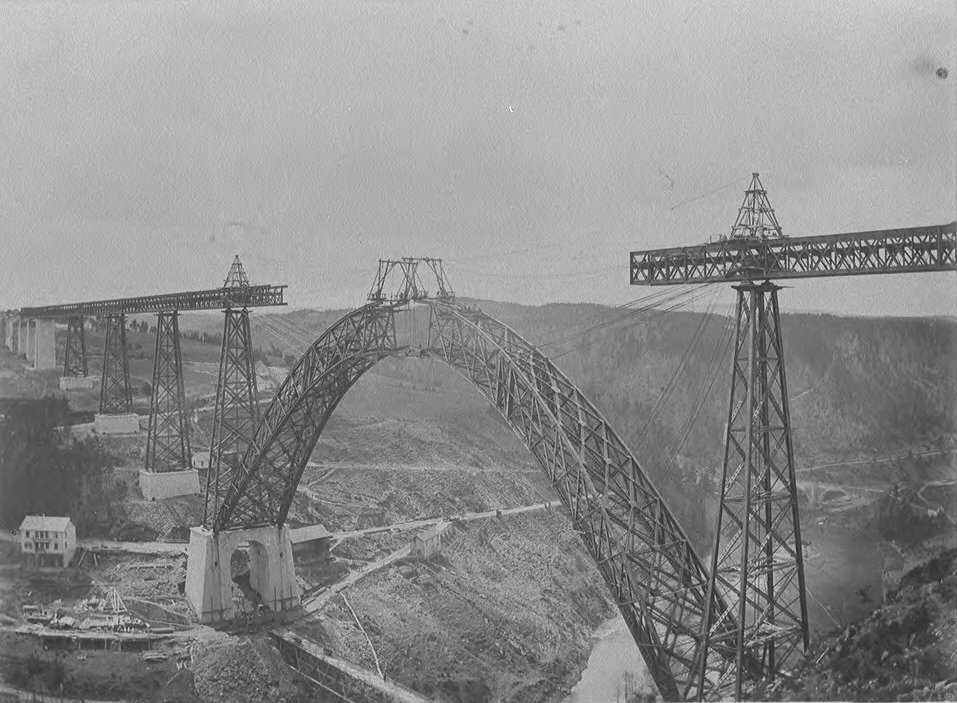
Viaduc de Garabit (1884), Paris, BnF.

Jules-Alphonse Terpereau est le fils de Jean-Julien Terpereau et d'Amélie-Élisa Dolley, confiseurs, rue Crébillon à Nantes.
En 1861, Alphonse Terpereau entre dans l'atelier parisien du photographe François Gobinet de Villecholle, dit Franck son beau-père.
En 1862, il se rend à Arcachon, ville balnéaire en pleine expansion, et ouvre son premier atelier. Sa spécialité est de photographier les nouvelles villas de la ville d'hiver en construction et leurs propriétaires. C'est ainsi que son travail est reconnu par les grands bourgeois de Bordeaux et en particulier par les frères Pereire. Il déménage en 1865 son atelier à Bordeaux, dont l'ancienne ville est en plein transformation. Le directeur du Service des travaux publics, Louis Lancelin, lui demande de photographier d'anciennes rues avant leur élargissement et destruction. Ses photographies sont souvent les seuls témoins du vieux Bordeaux du XIXe siècle. Il photographie les chantiers industriels, comme le bassin à flot et d'autres constructions navales. Puis il est commissionné par la Compagnie des chemins de fer du Midi et du Canal latéral à la Garonne, fondée par les frères Pereire, pour immortaliser les ponts, viaducs, etc. en construction.
Des architectes et sculpteurs, comme Bernard Jabouin, spécialiste dans la décoration religieuse, commissionnent Terpereau pour photographier leurs créations à des fins publicitaires.
En 1882, lors de la 12e exposition générale des produits de l'agriculture, de l'industrie, des arts industriels et de l'art ancien, la Société philomatique de Bordeaux publie un album de 20 photographies de Terpereau.
Le 17 janvier 1886, la faculté des lettres et des sciences est inaugurée en présence de René-Marie Goblet, ministre de l’Instruction publique, et de Louis Liard, l’artisan de la réforme institutionnelle de l’université. Alphonse Terpereau est commissionné pour photographier les lieux.
On peut considérer Alphonse Terpereau comme le fondateur de la photographie documentaire en Gironde. Pour la qualité de son travail, Alphonse Terpereau a reçu de nombreuses récompenses, y compris une médaille d'or à l'Exposition universelle de Paris de 1889.

## Publications
- Les infortunes d'un photographe amateur, suivies de la manière de se servir du laboratoire Terpereau, Bordeaux, Duverdier et Cie, 1877, 47 p. (lire en ligne).
- Société Philomathique de Bordeaux : XIIe exposition générale 1882, Bordeaux, Duverdier et Cie, 1882, 22 p. (lire en ligne).
- Ville de Bordeaux : Faculté des Sciences et des Lettres, Bordeaux, Duverdier et Cie, 1886, 35 p. (lire en ligne).
- Société Philomathique de Bordeaux : XIIIe exposition générale 1895, Bordeaux, Duverdier et Cie, 1895, 25 p. (lire en ligne).